# Barajul Brădișor

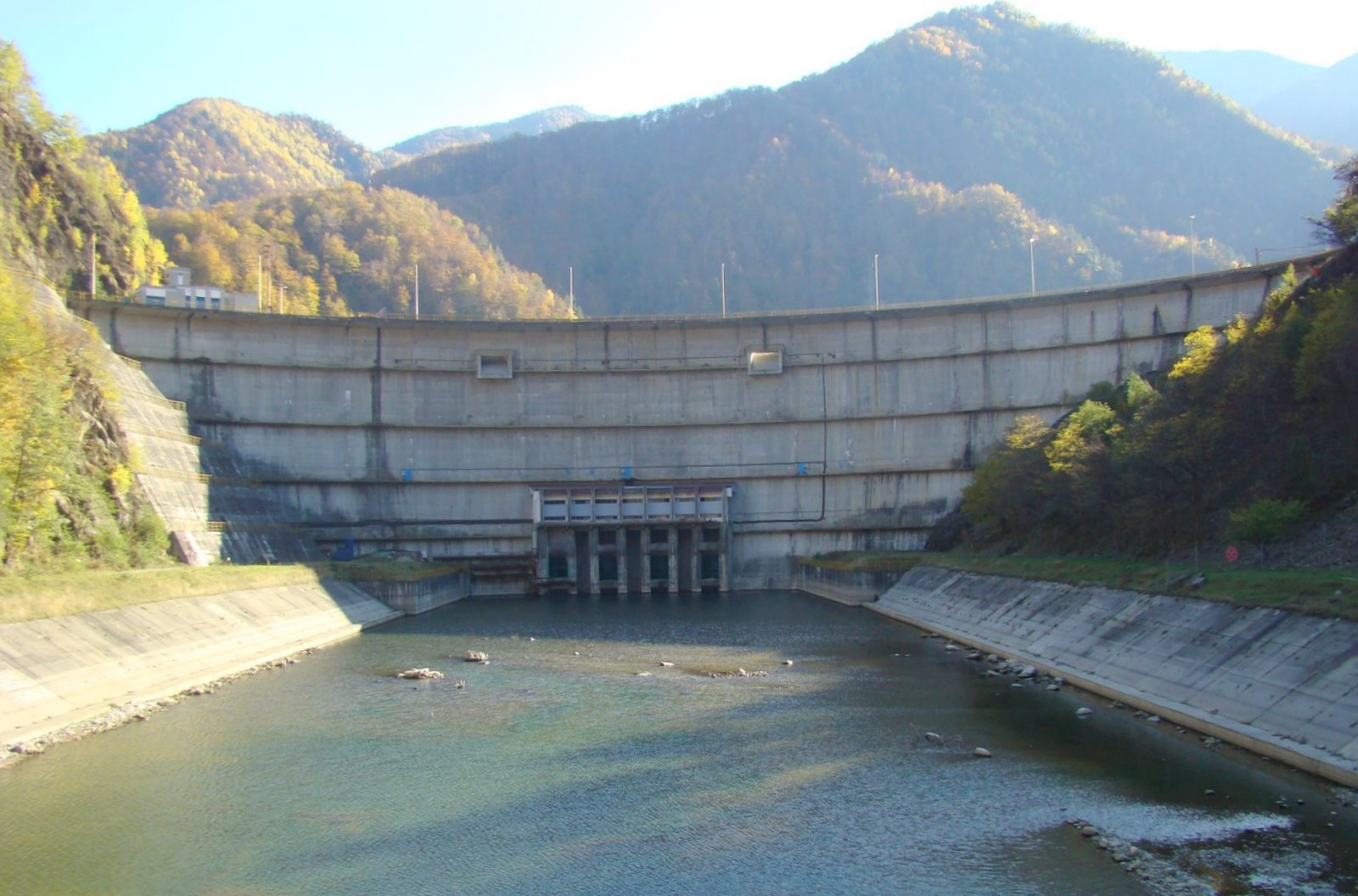
Barajul în arc Brădișor, județul Vâlcea, foto: octombrie 2008.

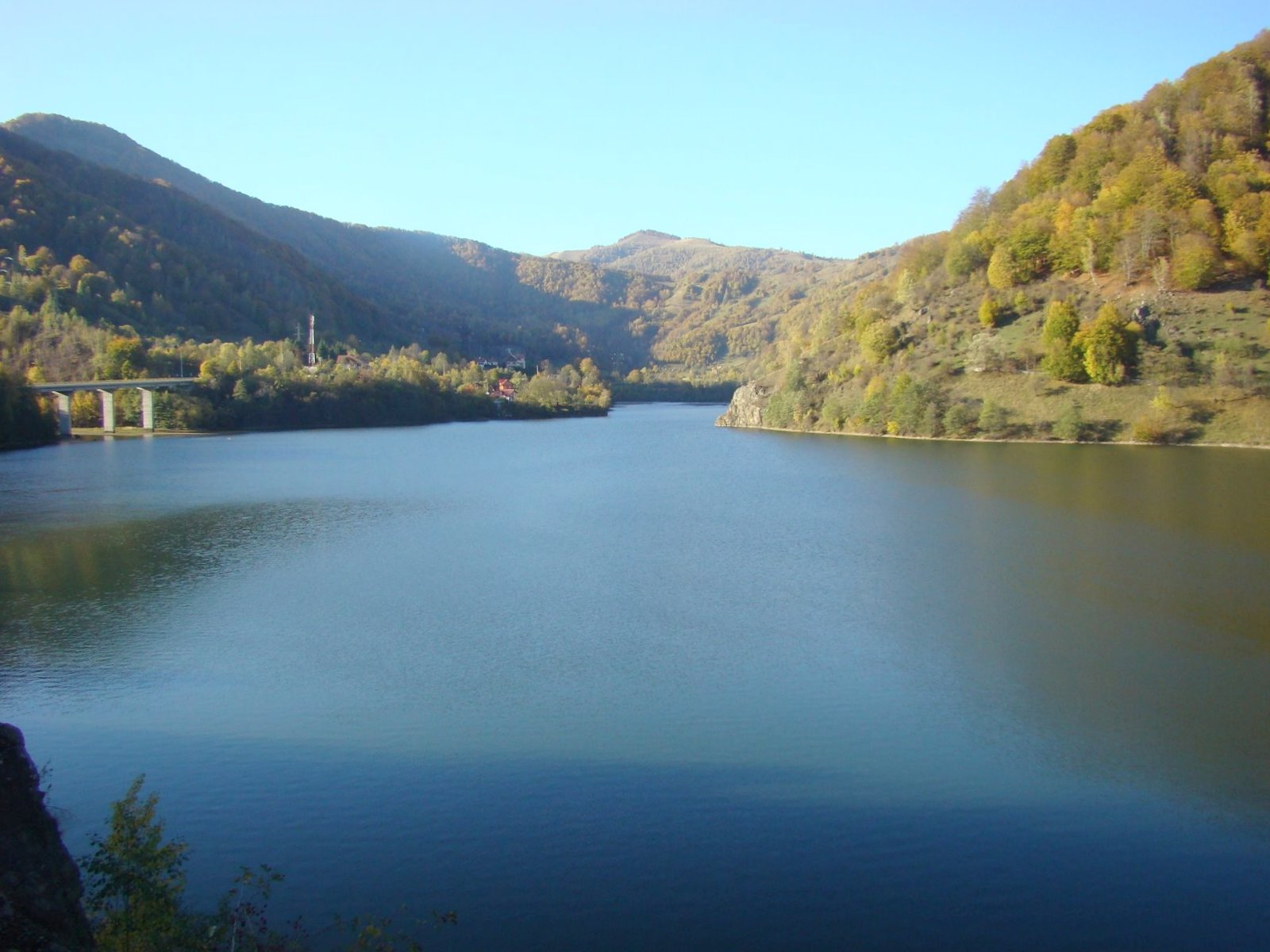
Lacul de acumulare Brădișor, judeţul Vâlcea, foto: octombrie 2008.

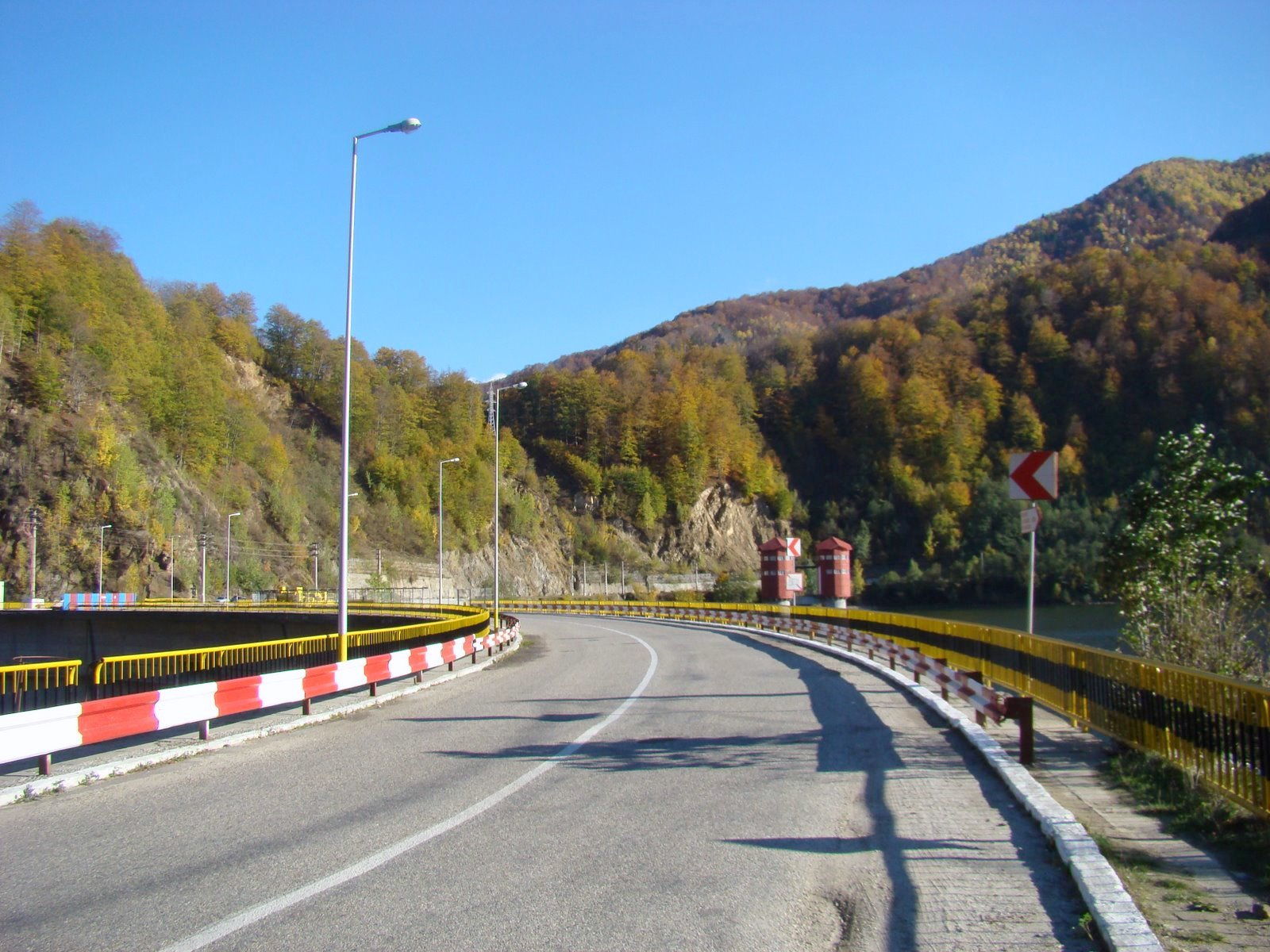
Şoseaua peste baraj

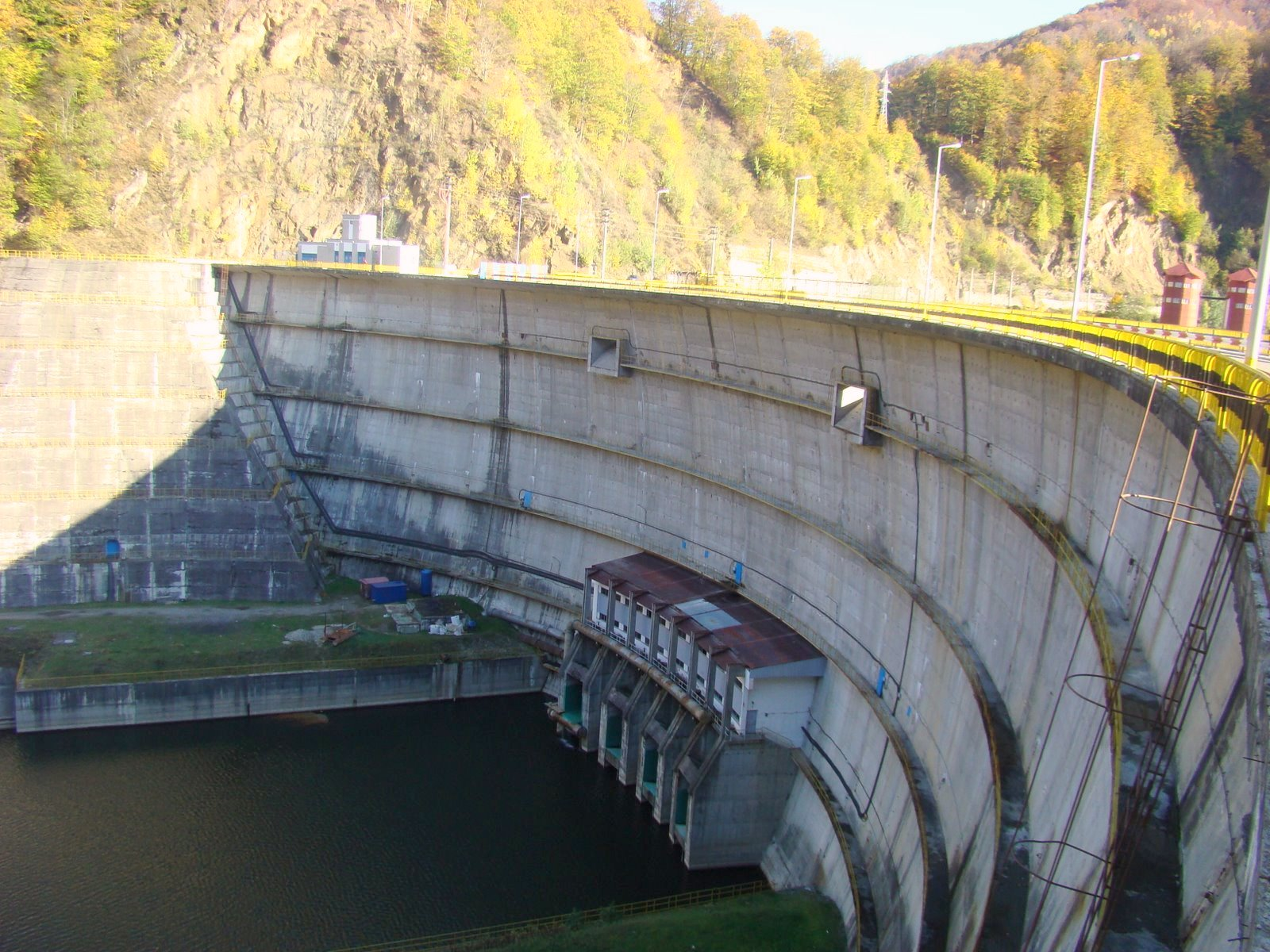
Barajul văzut de pe şosea

Barajul Brădișor reprezintă ultima treaptă din salba de amenajări hidroenergetice de pe cursul râului Lotru.

## Descriere
Este un baraj în arc din beton, amplasat în albia râului Lotru, aflat la 6 km de axul amenajării învecinate din amonte, Malaia. Lucrările au demarat în anul 1973 și au fost finalizate în anul 1982. Durata mare de execuție s-a datorat schimbării amplasamentului inițial a cavernei care adăpostește centrala hidroelectrică, datorită alcătuirii petrografice (roci slab rezistente) a locului ales inițial. Barajul are o înălțime de 62 m și o lungime de 220 m. Cota la coronament este de 467 m. CHE Brădișor este amplasată într-o cavernă la  330 m lateral-aval de baraj, la 150 m sub versantul de pe malul drept. Accesul se face printr-un tunel lung de 900 m; există și un acces secundar printr-un tunel de 180 m și un puț. Centrala are o putere instalată de 115 MW datorită celor 2 turbine Francis de 57,50 MW, la o cădere brută de 156,50 m și un debit instalat de 101,60 m³/s. Galeria de fugă are o lungime de 13.227 m de curgere cu nivel liber și debușează în râul Olt.

## Lacul de acumulare
Suprafața lacului de acumulare este de 229 ha. Are o adâncime de cca 40 de metri și este inconjurat de Munții Căpățânii și Munții Lotrului. Acumularea realizează regularizarea sezonieră-anuală a debitelor și alimentează centrala hidroelectrică subterană prin 2 galerii de aducțiune sub presiune, permițând funcționarea centralei pe o durată de cca 2.000 ore/an. Aici se găsește priza de apă pentru alimentarea municipiului Râmnicu Vâlcea,  printr-o conductă cu Ø=1.200 mm. Lacul reprezintă și un punct de atracție turistică datorită peisajului, posibilității practicării sporturilor nautice și pescuitului, fiind bogat în păstrăv fântânel și curcubeu, clean, mreană, oblete, crap, caras, biban.

## Galerie

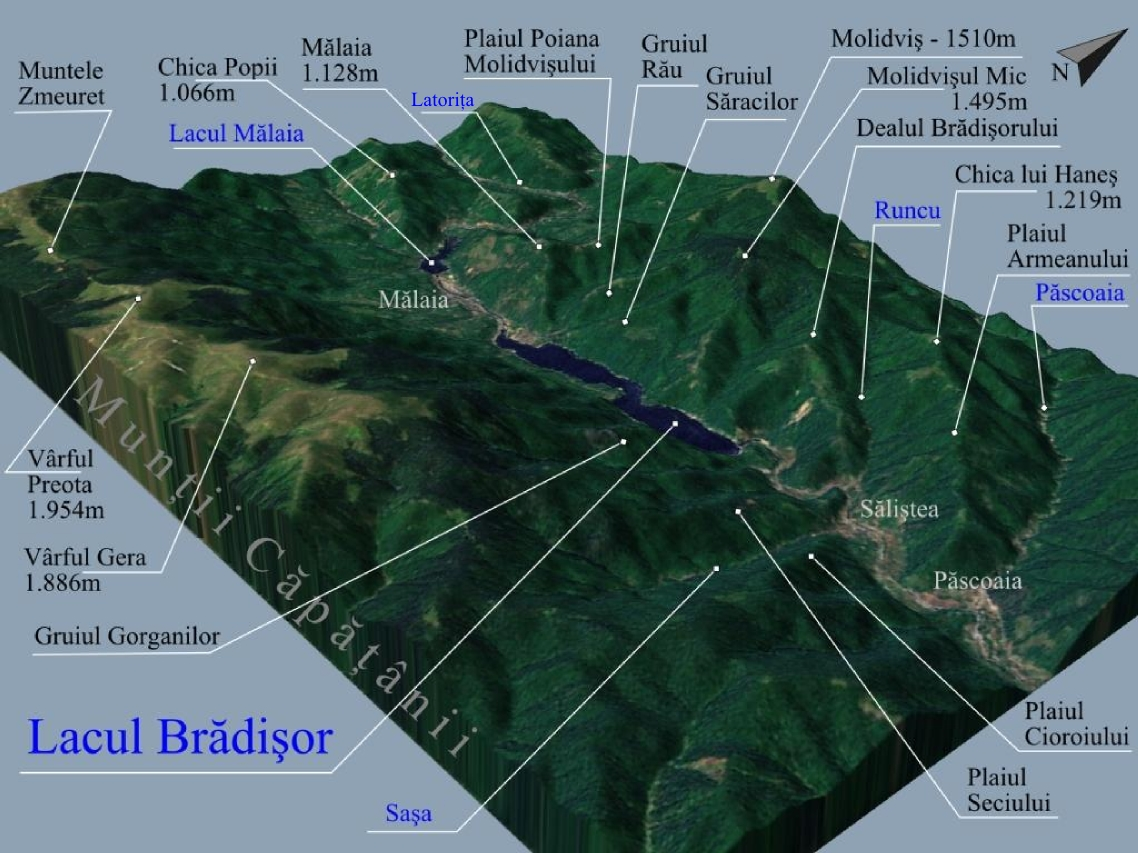